# Cyphon brevicollis
Cyphon brevicollis är en skalbaggsart som beskrevs av Leconte 1866. Cyphon brevicollis ingår i släktet Cyphon och familjen mjukbaggar. Inga underarter finns listade i Catalogue of Life.